# الأشاعرة (قبيلة)

بنو أشعر أو اشعرن أو الأشاعرة: قبيلة سبئية قديمة، ذكرت في نقوش المسند وكانت تقطن في إب في مملكة حمير.

## النسب
أختلف في نسب الأشعر على عدة أقوال، منها:
- الأشعر بن أدد بن زيد بن يشجب بن عريب بن مالك بن زيد بن كهلان، وهو قول وهب بن منبه.[1]
- الأشعر بن سبأ، وهو قول ابن إسحاق.[2]
- الأشعر ( نبت ) بن ادد بن الهميسع بن نابت بن إسماعيل بن إبراهيم.[3] اخو عدنان جد القبائل العدنانية وهو قول عدد من النسابة
- الأشعر وهو نبت بن أدد بن زيد بن يشجب بن عريب بن زيد بن كهلان، وهو قول ابن الكلبي وابن حزم.[4][5]
- الأشعر بن عمرو بن الغوث بن نبت بن مالك بن زيد بن كهلان، وهو قول حكاه أبو المنذر الصحاري.[6]

## نبذة عنهم
قال محمد الخضري بك في كتابة «الدولة الأموية» الأشعريين هم قبيلة سبئية تنسب إلى الأشعر بن أدر من كهلان بن سبأ وينسب إليها الصحابي الجليل أبو موسى الأشعري وعمه الصحابي أبو عامر الأشعري.

## سبب التسمية
سبب تسميته بأشعر، قيل أنه ولد وله شعر، وقيل انه من أول نطق بالشِعر ونظم الكلام والكلمات.. والله أعلم
من قبائلهم اليوم الجماهر والركب والزرانيق المعازبة والقراشية والأشاعرة ويتواجدون في زبيد والمخاء والسهول الموازية ل(شرعب) ومقبنة.
وقد انتشروا في العالم بعد الفتوحات الإسلامية فمنهم من بقي في المغرب العربي وأوروبا وجنوب تركيا الحديثة والهند، وديارهم اليوم في اليمن ومنهم فخذ داخل في قبائل عبيدة قحطان.
قال رسول الله (الأشعريين هم مني وأنا منهم) وهذا الحديث رواه الزركشي في اللآلئ المنثورة وهو حديث صحيح
و قال الرسول (نعم الحي الأسد والأشعريون لا يفرون في القتال ولا يغلون هم مني وأنا منهم) وهذا الحديث رواه ابن حجر العسقلاني في تخريج مشكاة المصابيح والحديث لأبو عامر الأشعري عن رسول الله وهو حديث حسن
ومارواه البخاري في صحيحه (كنا عند أبي موسى، وكان بيننا وبين هذا الحي من جرم إخاء ومعروف، قال : فقدم طعامه، قال : وقدم في طعامه لحم دجاج، قال : وفي القوم رجل من بني تيم الله، أحمر كأنه مولى، قال : فلم يدن، فقال له أبو موسى : ادن، فإني قد رأيت رسول الله يأكل منه، قال : إني رأيته يأكل شيئا قذرته، فحلفت أن لا أطعمه أبدا، فقال : ادن أخبرك عن ذلك، أتينا رسول الله في رهط من الأشعريين أستحمله، وهو يقسم نعما من نعم الصدقة، قال أيوب : أحسبه قال : وهو غضبان، قال : (والله لا أحملكم، وما عندي ما أحملكم عليه). قال : فانطلقنا، فأتي رسول الله بنهب إبل، فقيل : (أين هؤلاء الأشعريون). فأتينا، فأمر لنا بخمس ذود غر الذرى، قال : فاندفعنا، فقلت لأصحابي : أتينا رسول الله نستحمله، فحلف أن لا يحملنا، ثم أرسل إلينا فحملنا، نسي رسول الله يمينه، والله لئن تغفلنا رسول الله يمينه لا نفلح أبدا، ارجعوا بنا إلى رسول الله فلنذكره يمينه، فرجعنا فقلنا : يا رسول الله أتيناك نستحملك فحلفت أن لا تحملنا، ثم حملتنا، فظننا، أو : فعرفنا أنك نسيت يمينك، قال : (انطلقوا، فإنما حملكم الله، إني والله - إن شاء الله - لا أحلف على يمين، فأرى غيرها خيرا منها، إلا أتيت الذي هو خير وتحللتها)
وروى ابن وهب في الجامع عن زيد بن أسلم «أَخْبَرَنِي ابْنُ لَهِيعَةَ، عَنْ خَالِدِ بْنِ يَزِيدَ، عَنْ سَعِيدِ بْنِ أَبِي هِلَالٍ قَالَ: سَمِعْتُ زَيْدَ بْنَ أَسْلَمَ، يَقُولُ: إِنَّ رَسُولَ اللَّهِ صَلَّى اللهُ عَلَيْهِ وَسَلَّمَ قَالَ لِلْأَشْعَرِيَّينَ حِينَ قَدِمُوا عَلَيْهِ: (أَنْتُمْ مُهَاجِرَةُ الْيَمَنِ مِنْ وَلَدِ إِسْمَاعِيلَ).» في سنده ابن لهيعه.
وروى الألباني في السلسلة الصحيحه عن انس بن مالك قال ان النبي قال (يقدم عليكم غدا أقوام هم أرق قلوبا للإسلام منكم قال : فقدم الأشعريون فيهم أبو موسى الأشعري فلما دنوا من المدينة جعلوا يرتجزون يقولون : غدا نلقى الأحبة محمدا وحزبه فلما أن قدموا تصافحوا فكانوا هم أول من أحدث المصافحة) والحديث صحيح على شرط مسلم